# Воронора (річка)
Річка Воронора — це багаторічна річка басейну Сіднея, розташована в районі місцевого самоврядування Сазерленд-Шир Великого столичного Сіднея, приблизно 22 км на південь від центрального ділового району Сіднея, в Новому Південному Уельсі, Австралія.
«Воронора» — аборигенний топонім. Записи свідчать про те, що написання імені змінювалося з моменту його появи в 19 столітті, першим з них було Wooloonora (Dixon, 1827, цит. у Walker 1974:66, за яким йшло Wolonora (Dixon, 1837, and Woronora Mitchell, 1835). Назва вперше була застосована до річки Воронора, притоки річки Жорж, а потім була дана виборчому округу, місцевій дорозі на схід від річки та, нарешті, самому передмістю.
Річка Воронора бере початок на північно-західних схилах уступу Іллаварра і бере свій початок з річки Варатах, поблизу лісу Дарк, і тече на північ приблизно 36 км, з'єднаний трьома незначними притоками, перш ніж досягти впадіння в річку Жорж, між Комо та Ілавонгом.

## Розташування та особливості
Вона бере свій початок з річки Варата, поблизу лісу Даркес, і тече на північ приблизно 36 км, з'єднана трьома незначними притоками, перш ніж досягти впадіння в річку Жорж, між Комо та Ілавонгом. Загальна площа водозбірного басейну річки становить приблизно 174км2 і ця територія, як правило, управляється Управлінням водозбірного басейну Сіднея у верхній течії та Радою Сазерленд-Шир у нижній течії.  Велика частина русла річки проходить через державний заповідник Даравал, національний парк Хіткот і Королівський національний парк, оскільки вона спускається на 354м від джерела до гирла. 
Річку перекриває дамба Воронора, відкрита в 1941 році. 71 790-мегалітрів (2 535×106 фут3)    водосховищем є озеро Воронора, утворене для збільшення водопостачання південного Сіднея та північного регіону Іллаварра . 
Річку Воронора перетинають високий і низький дорожні мости та пішохідний міст у передмісті Воронора . Автомобільний міст на Хіткот-роуд, що з’єднує Хіткот і Холсворті, також забезпечує перехід через річку. У районі, відомому як «Голки», поблизу Воронора-роуд в Engadine, пішохідний міст з’єднує передмістя з Барден-Рідж . Коментар колишнього жителя: «Голки» вважалися «головою навігації», де була відносно глибока вода з загостреними вертикальними скелями, здебільшого прямо під поверхнею, звідки і назва. Там була дамба, яка була частиною "The Old Illawarra Rd". Ця територія знаходиться нижче мосту Heathcote Rd приблизно на 3/4 км. Прямо над цим автомобільним мостом був «Воронора Вір», який з міркувань безпеки було знесено в середині 1900-х років.

## Етимологія
На мові австралійських аборигенів Дхаруг ця річка має свою назву, що означає «чорні скелі».  «Воронора» — аборигенне топонім. Записи свідчать про те, що написання імені змінювалося з моменту його появи в 19 столітті, першим з них було Wooloonora (Dixon, 1827, цит. у Walker 1974:66, за яким йшло Wolonora (Dixon, 1837, and Woronora Mitchell, 1835). Назва вперше була застосована до річки Воронора, притоки річки Жорж, а потім була дана виборчому округу, місцевій дорозі на схід від річки та, нарешті, самому передмістю. 

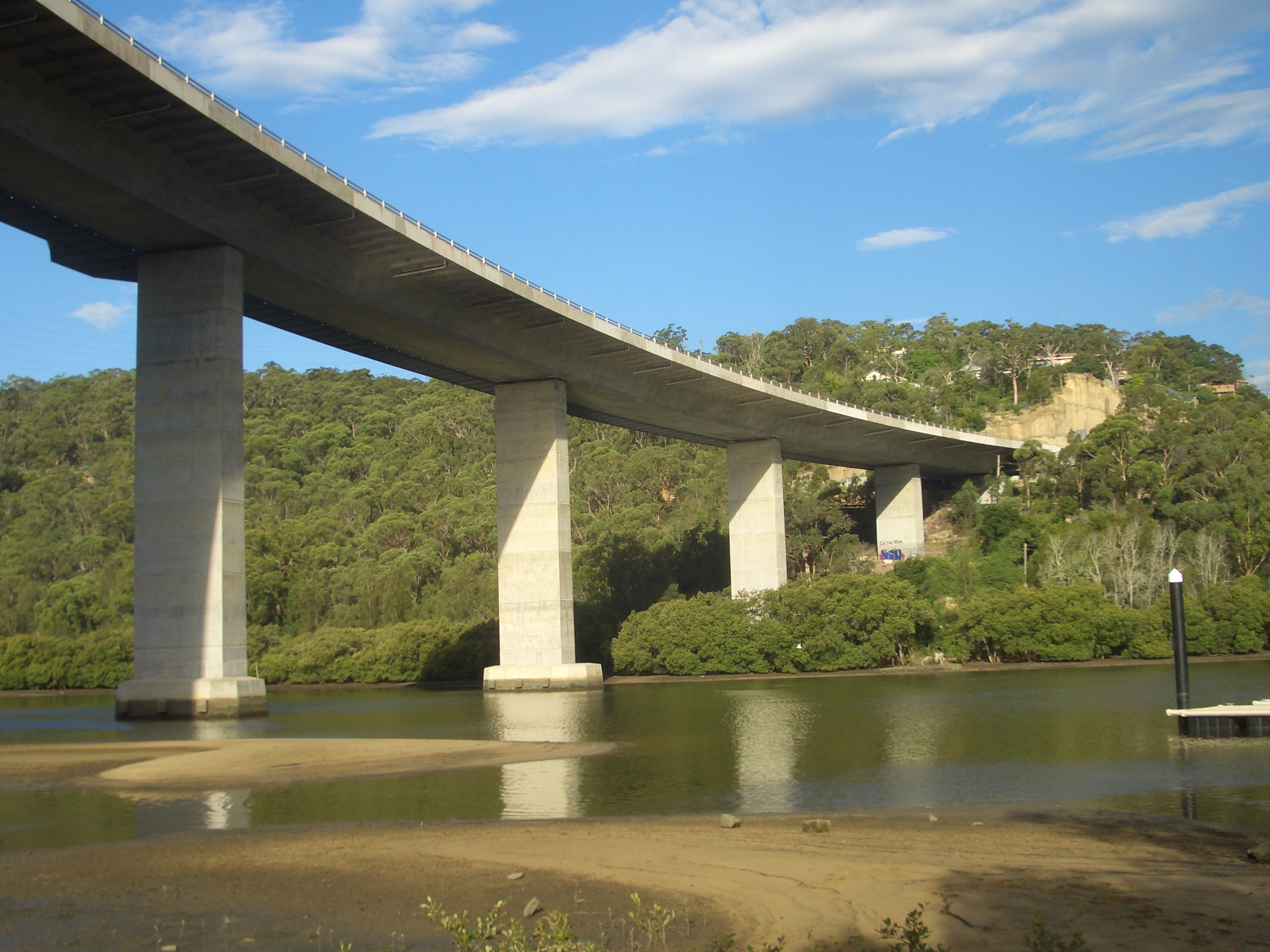
Woronora River Bridge, view towards Sutherland
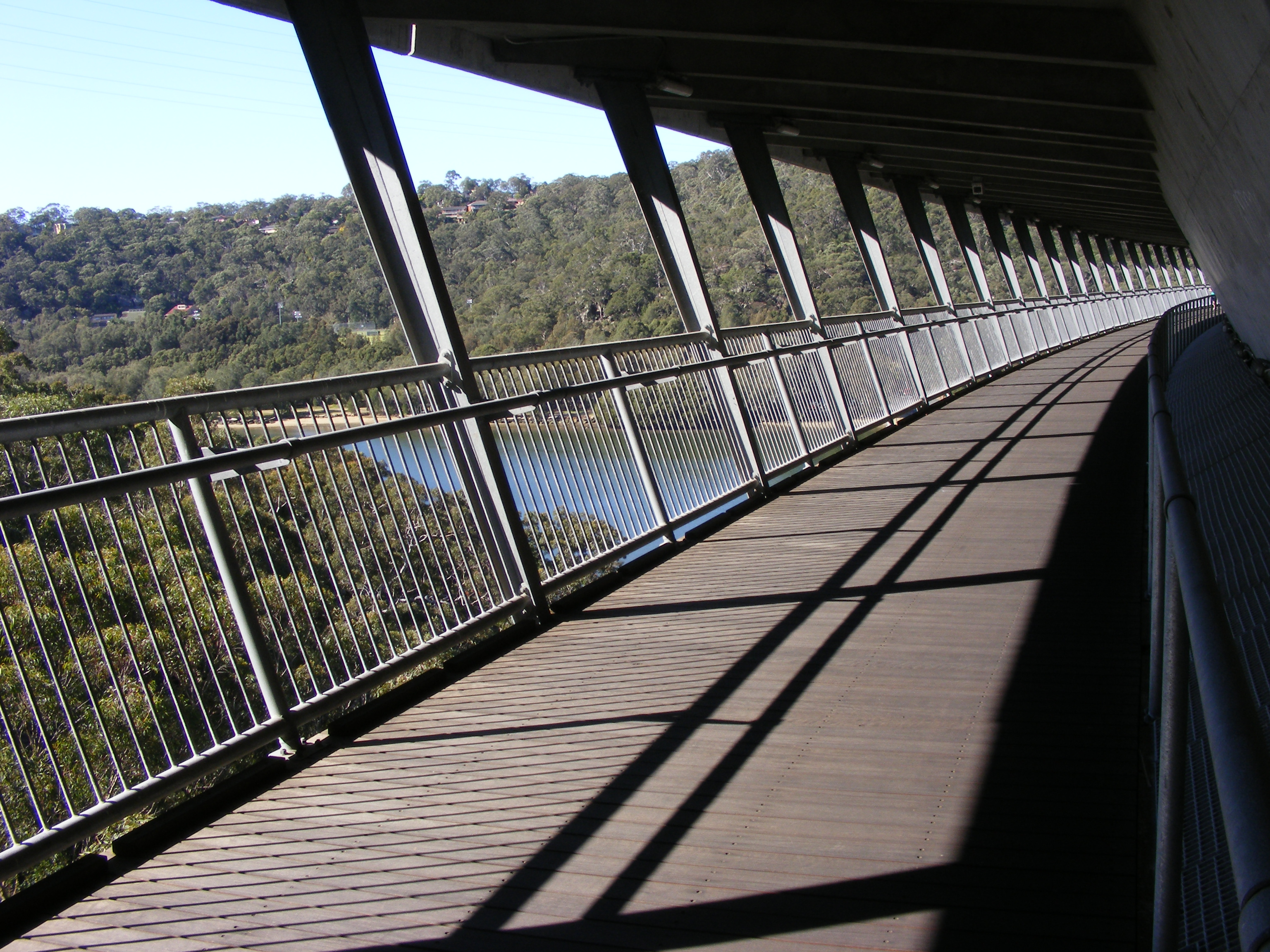
Woronora River Bridge walkway.
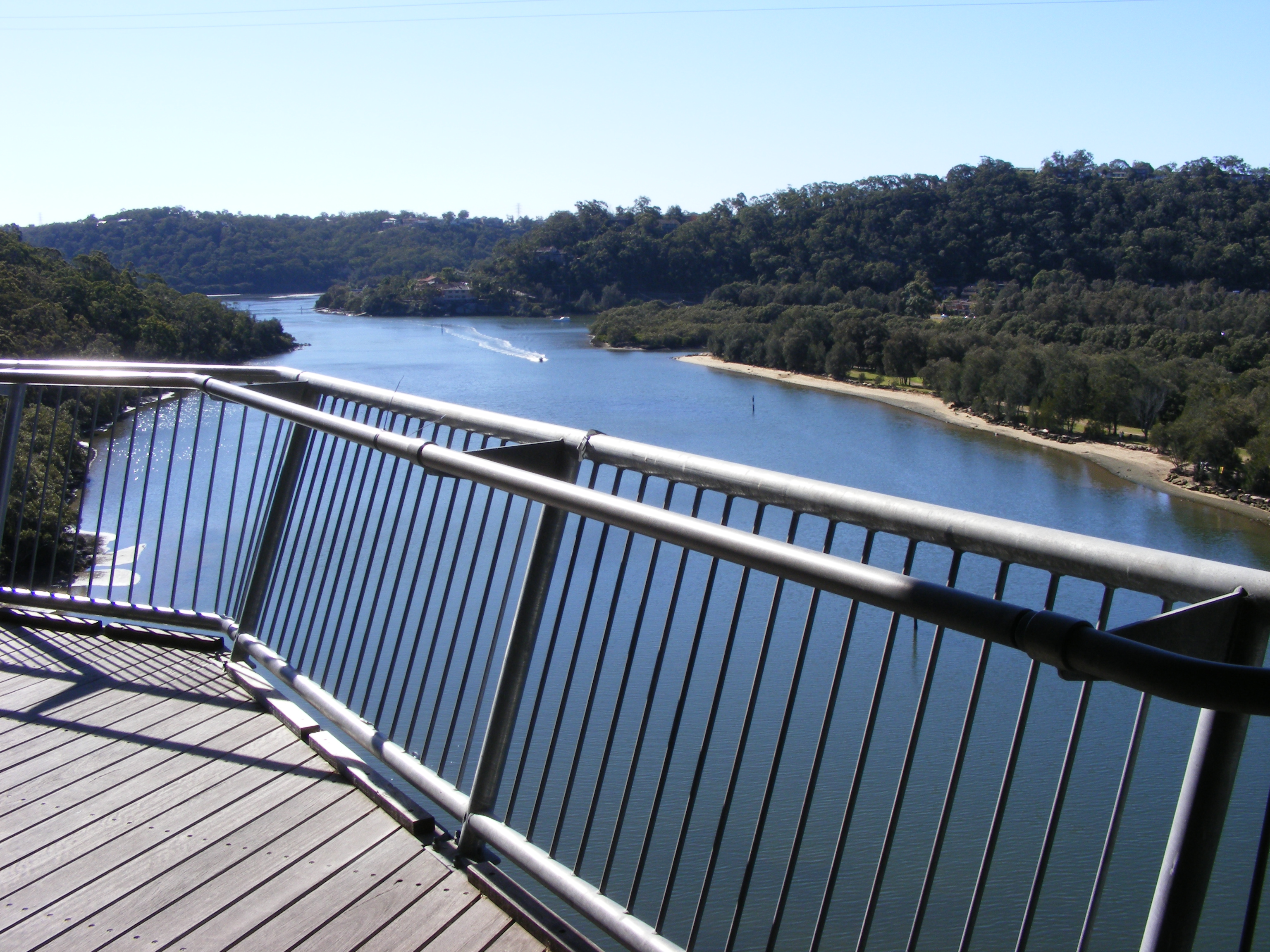
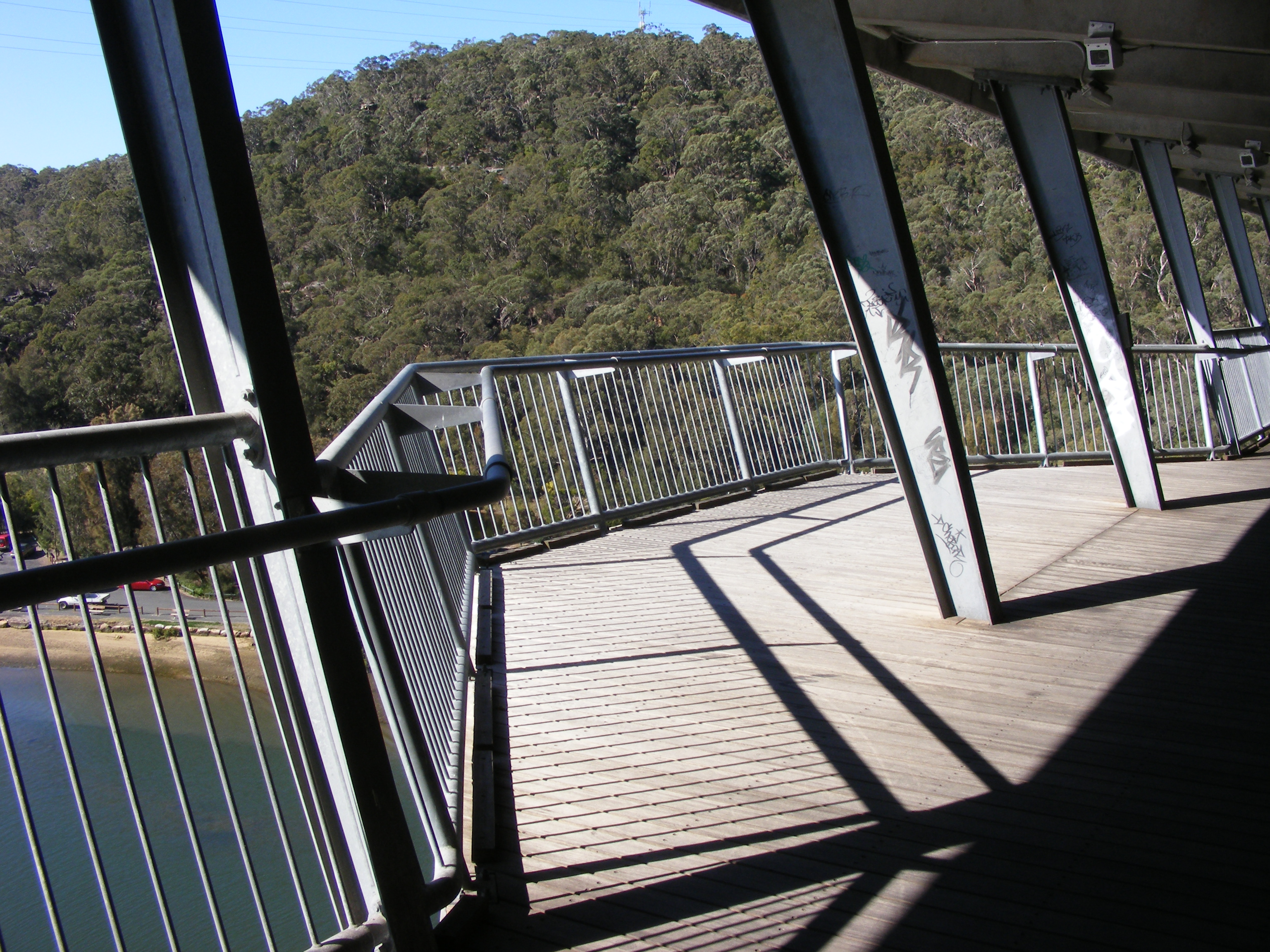

## Подальше читання
- Carswell, Dave (1983). A landscape appraisal of the Woronora River valley. Dave Carswell. Процитовано 7 листопада 2016.

## Зовнішні посилання
- Georges River catchment (map). Office of Environment and Heritage. Government of New South Wales.
- Woronora River Stormwater Management Plan, commissioned by Sutherland Shire Council, September 2000.
- Woronora River Floodplain Management Study, commissioned by Sutherland Shire Council, September 1995.
- The Woronora River at "The Great Kai'mia Way"
- Map of Woronora River, NSW at Bonzle Digital Atlas of Australia.
- Greg Jackson, Pam Forbes and Brad Duncan (2014). Woronora Mill – Working the Tides. Dictionary of Sydney. Процитовано 8 жовтня 2015. [CC-By-SA]
- Guide to Sydney Rivers site